# Lopata, Celje
Lopáta je naselje ob severozahodnem robu Celja.

## Prebivalstvo
Etnična sestava 1991:
- Slovenci: 518 (91,4 %)
- Hrvati: 17 (3 %)
- Srbi: 3
- Neznano: 22 (3,9 %)
- Neopredeljeni: 7 (1,2 %)